# Meppel
Meppel (phát âmⓘ) là một đô thị và thành phố ở đông bắc Hà Lan, ở tây nam tỉnh Drenthe.
Khu vực này phát triển từ thế kỷ 16 làm một bến cảng nội địa vận tải và phân phối than bùn.

## Các trung tâm
Broekhuizen, De Kolk, Havixhorst, Kolderveen, Kolderveense Bovenboer, Lindenhorst, Meppel, Nijentap, Nijeveen, Nijeveense Bovenboer, Rogat, De Schiphorst.
Meppel được công nhận thành phố năm 1809. Đây là một trong những thị xã cổ nhất ở tỉnh Drenthe

## Một vài hình ảnh

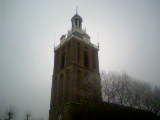
Tower of Meppel
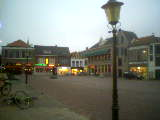
Quảng trường ở trung tâm thành phố
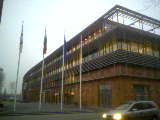
Tòa thị chính